# Kleindensuikerbos
De kleindensuikerbos (Protea aristata)  is een plantensoort van het geslacht protea uit de Kleine Karoo-streek van de provincie West-Kaap van Zuid-Afrika. Hij komt alleen voor op de hellingen van de Klein Swartberg, tussen de kloof genaamd de Buffelspoort en de bergpas de Seweweekspoort. Op de rode lijst van Zuid-Afrikaanse planten wordt de soort als kwetsbaar geclassificeerd, vooral vanwege het vaak optreden van branden.
De soort is pas in de jaren 1920 ontdekt en na zijn herontdekking rond 1950 pas bekend geworden. De plant bloeit met karmijnrode kelken in de zomer vanaf oktober met een piek in december. De plant zelf kan een flinke struik worden van 3 m hoogte en heeft voor een protea vrij weinig water nodig, omdat de plant aangepast is aan het droge klimaat van de Kleine Karoo. Het is daarom ook in het droge Zuid-Afrika een geliefde tuinplant.